# Александър Симов
Александър Симов Гигов (понякога Александър Симов Симов) е български офицер, полковник от генералния щаб, командир на батарея във 2-ри планински артилерийски полк през Балканската (1912 – 1913) и Междусъюзническата война (1913), началник-щаб на Планинската пехотна дивизия през Първата световна война (1915 – 1918).

## Биография
Александър Симов е роден на 20 март 1879 г. в Брезник, Княжество България. На 1 септември 1896 г. постъпва на военна служба. През 1900 г. завършва в 21-ви випуск на Военното на Негово Княжеско Височество училище, произведен е в чин подпоручик и зачислен във 2-ри артилерийски полк. На 2 август 1903 г. е произведен в чин поручик, а през 1908 г. в чин капитан. През 1909 г. като капитан от 2-ро планинско артилерийско отделение е командирован за обучение в Николаевската академия на ГЩ в Санкт Петербург, Русия, което обучение завършва през 1912 година. През 1912 г. е на служба във 2-ри артилерийски полк.
По време на Балканската (1912 – 1913) и Междусъюзническата война (1913) капитан Симов е командир на батарея във 2-ри планински артилерийски полк, като на 5 август 1913 г. е произведен в чин майор. След войните временно е старши адютант в 9–а пехотна плевенска дивизия.
През Първата световна война (1915 – 1918) майор Александър Симов първоначално е старши адютант на 9-а пехотна плевенска дивизия, за която служба съгласно заповед № 679 по Действащата армия е награден с Военен орден „За храброст“ IV степен, 2 клас., по-късно същата година с указ № 905 по Действащата армия за същата служба е награден с Военен орден „За храброст“ IV степен, 1 клас. По-късно е началник-щаб на Планинската пехотна дивизия с която воюва на македонския фронт между връх Висока чука и северния бряг на Дойранското езеро. На 16 март 1917 г. е произведен в чин подполковник, на 2 ноември 1919 г. в чин полковник и през 1920 г. е уволнен от служба. През 1921 г. за службата му като старши адютант съгласно заповед № 355 по Министерството на войната е награден с Орден „Св. Александър“ IV степен с мечове по средата.
По време на военната си кариера служи във Видинския крепостен батальон и като командир на 14-и пехотен македонски полк.
След края на военната си кариера се занимава със земеделие.

## Семейство
Александър Симов е женен и има 3 деца.

## Военни звания
- Подпоручик (1900)
- Поручик (2 август 1903)
- Капитан (1908)
- Майор (5 август 1913)
- Подполковник (16 март 1917)
- Полковник (2 ноември 1919)

## Образование
- Военно на Негово Княжеско Височество училище (до 1900)
- Николаевска академия на генералния щаб в Санкт Петербург, Русия (1909 – 1912)

## Награди
- Орден „Св. Александър“ V степен с мечове по средата
- Военен орден „За храброст“ IV степен, 2 клас (1917)
- Военен орден „За храброст“ IV степен, 1 клас (1917)
- Орден „Св. Александър“ IV степен с мечове по средата (1921)